# 강북공설운동장
강북공설운동장(江北公設運動場, Gangbuk Public Stadium)은 대한민국 강원특별자치도 강릉시에 있는 스포츠 시설이다. 인조잔디 필드와 우레탄 트랙이 갖춰진 다목적 경기장이며, 2005년 8월에 준공되었다.

## 참고 문헌
- “강북공설운동장”. 강릉시체육시설사업소.
- 《2019년 전국 공공체육시설 현황 (2018년말 기준)》. 대한민국 문화체육관광부. 2020.